# Gralha
Gralha é um nome comum para vários passeriformes de pequeno tamanho e membros da família Corvidae. São aparentados aos corvos e pegas; muitas espécies pertencentes ao género Corvus, embora sejam estritamente corvos, recebem o nome comum de gralhas.

## Comportamento
Em cativeiro e após serem domesticadas, gralhas passam a utilizar ferramentas, comportamento verificado em viveiros de laboratório nas universidades de Cambridge e Queen Mary, ilhas Britânicas. A publicação no Proceedings of the National Academy of Sciences relata outras descobertas, como a noção de que a abundância de alimento desestimula o uso de ferramentas pelos pássaros. Então os cientistas induziram um caso de privação controlada, o que iniciou tal comportamento nos espécimes, com registro de criação de ferramentas.
Nos experimentos foi constatada a utilização do bico para segurar pedregulhos e gravetos que serviam para deslocar a tampa de um recipiente que abrigava um verme. Em um dos testes, foram abastecidas às gralhas ramos com folhas, mas a folhagem acabava por impedir a entrada do graveto no tubo com o invertebrado. As aves então removeram as folhas do galho, posteriormente acessando o alimento. Outro comportamento, previamente observado apenas no corvo-da-nova-caledónia, foi o emprego de ganchos de metal para içar um prato com comida, além da própria construção de um gancho a partir de arame retilíneo.

## Espécies
- Gralha-azul
- Gralha-calva
- Gralha-cancã
- Gralha-carniceira
- Gralha-cinzenta
- Gralha-dáurica
- Gralha-de-bico-amarelo
- Gralha-de-bico-vermelho
- Gralha-de-crista-negra
- Gralha-de-nuca-cinzenta
- Gralha-de-peito-lilás
- Gralha-de-steller
- Gralha-preta